# NHK奈良放送局
NHK奈良放送局（エヌエイチケイならほうそうきょく）は、奈良県を放送対象地域とする日本放送協会（NHK）の地域放送局。総合テレビとFM放送で奈良県域向け放送を行っている。奈良県に所在する奈良県全域を放送対象とする唯一のラジオ局でもある。

## 沿革

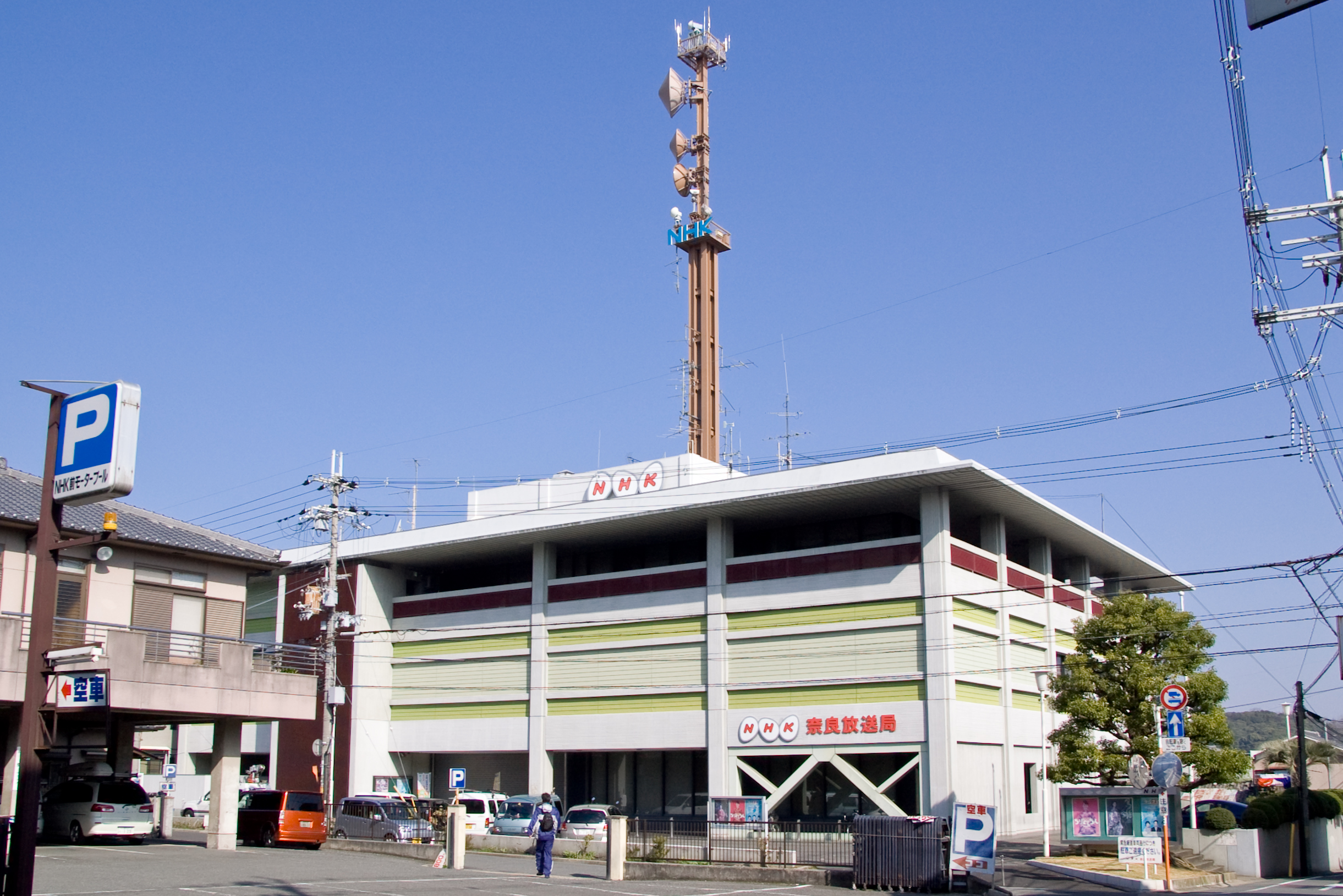
鍋屋町時代の局舎（2008年3月）

- 1937年9月16日[1] -  奈良市光明院町に社団法人日本放送協会大阪中央放送局奈良出張所として開設。
- 1948年 - 奈良出張所、奈良支局に改称。
- 1950年6月1日 - 放送法施行に伴い社団法人日本放送協会が解散、特殊法人としての日本放送協会が一切の権利義務を継承。
- 1951年 - 奈良支局、奈良放送局に改称。
- 1952年 - 奈良市登大路町の興福寺境内へ移転。
- 1971年 - 奈良市鍋屋町27番地へ移転。FM放送でローカル放送を開始（呼出符号JOUP-FM）。
- 1972年 - 総合テレビでローカル放送を開始（呼出符号JOUP-TV）。
- 2005年 - 総合テレビのデジタル放送を開始（呼出符号JOUP-DTV）。
- 2011年7月 -  総合テレビのアナログ放送終了。
- 2020年9月28日 - 局舎を奈良市三条大路一丁目1番20号へ新築移転[2][3][4]。
- 2022年10月3日 - NHKプラスで地域向けのテレビ番組の見逃し配信が開始[5]。
- 2023年4月1日 - 部制（放送部・営業推進部等）からセンター制に見直され、コンテンツセンター、経営管理企画センターへ再編された。

## 送信所（親局）
- 総合テレビ（JOUP-DTV）斑鳩31ch（100W。リモコンキーID：1）
  - 放送区域内世帯数約44万世帯。
- FM放送（JOUP-FM）斑鳩87.4MHz（500W）

Eテレ大阪放送局、MBSテレビ、ABCテレビ、カンテレ、奈良テレビ、読売テレビの親局が生駒山に所在。
NHK総合テレビ奈良放送局の親局のみが斑鳩の松尾山に所在。しかし、上記、奈良テレビの親局と同所に中継局を設けているので、アンテナを設置する場合、1本で済む。

## 受信情報
- 総合テレビ、FM放送は上記親局が受信できない地域に中継局を設置[7]。しかし、受信できないところがあり、CATV経由となるところがある。FM放送については、インターネット経由で回線のスピードに左右されはするものの、ほぼリアルタイムで聴取可能であるが、当局の放送は再送信されておらず、ローカル枠は原則として拠点放送局8局の内容となる。
- Eテレは上記大阪放送局親局（JOBB-DTV）を受信。受信できない地域に中継局を設置[7]。しかし、受信できないところがあり、CATV経由となるところがある。
- ラジオ第1放送は奈良県内に送信・中継施設は所在せず、大阪放送局（送信所：堺市美原区）JOBK・666kHz（100kW）が担っている[7]。
- ラジオ第2放送も奈良県内に送信・中継施設は所在せず、大阪放送局（送信所：羽曳野市）JOBB・828kHz（300kW）が担っている[7]。
- 奈良県における総合テレビ、FM放送、およびEテレ大阪放送局の中継局に関しては、公式サイトに掲載されている情報を参照のこと[7]。

## 支局
- 奈良やまと路（橿原市）

## 情報カメラ
- 奈良市
  - 奈良放送局
  - 近鉄奈良駅
  - 平城宮跡
- 天理市
- 十津川村
- 五條市

## 主な奈良放送局制作番組
太字はNHKプラスの「ご当地プラス」において見逃し配信を実施している番組。
- 奈良県の気象情報（平日 11:57 - 12:00、総合テレビ）
- ならナビ（平日 18:30 - 19:00、総合テレビ）
- ならナビ845（平日 20:45 - 21:00、総合テレビ）
- ニュース・気象情報（平日 18:55 - 19:00、FM放送）

## 過去に制作した番組
- ニュースなら610（平日 18:10 - 19:00、総合テレビ）
- 奈良イブニングジョッキー（平日 18:00 - 18:50、FM放送）
- FMリクエストアワー（土曜日 15:05 - 18:00、FM放送）

## アナウンサー・キャスター
前任地が太字はその局が初任地。
| 氏名           | 前任地                        | 担当番組                                           |              |              |
| アナウンサー   | アナウンサー                  | アナウンサー                                       | アナウンサー | アナウンサー |
| -------------- | ----------------------------- | -------------------------------------------------- | ------------ | ------------ |
| 森田洋平       | 大阪                          | アナウンスグループ統括 ならナビ845など             |              |              |
| 柴田拡正       | 富山                          | ならナビ                                           |              |              |
| 片山智彦       | 東京アナウンス室              | ならナビ845など                                    |              |              |
| 契約キャスター |                               |                                                    |              |              |
| 山北愛琳       | 高知 （契約キャスター）       | ならナビ （サブキャスター・隔週）                  |              |              |
| 山下美咲       | 大津 （契約キャスター）       | ならナビ （サブキャスター・隔週）                  |              |              |
| 小野寺侑美     | 和歌山 （契約キャスター）     | ならナビ （リポーター） ぐるっと関西おひるまえなど |              |              |
| 九冨佑紀乃     |                               | ならナビ （リポーター） ぐるっと関西おひるまえなど |              |              |
| 気象予報士     |                               |                                                    |              |              |
| 前田勝久       | サンテレビ （気象キャスター） | ならナビ （気象キャスター）                        |              |              |

## 隣接府県のNHK放送局
1. NHK大阪放送局（総合1ch・拠点局）
2. NHK京都放送局（総合1ch）
3. NHK和歌山放送局（総合1ch）
4. NHK津放送局（総合3ch）